# Мидмар-Дам
Мидмар-Дам (англ. Midmar Dam) — водохранилище около Питермарицбурга, ЮАР.
Здесь популярны гребля, плавание, водные виды спорта и рыболовство. Каждый год здесь проводят соревнования по плаванию «Мидмарская миля», которые организаторы называют «крупнейшим в мире соревнованием по плаванию на открытой воде». В 2009 году в соревнованиях приняли участие более 20 000 человек. Около плотины находится кемпинг и места для автотуристов. Здесь также находится яхт-клуб и лодочная станция. На дамбе расположены шале и домики для отдыха.